# Ultraman Chronicle Zero & Geed
Ultraman Chronicle Zero & Geed (ウルトラマン クロニクル ZERO&GEED Urutoraman Kuronikuru Zero Ando Jīdo) là một mini series được sản xuất bởi Tsuburaya Productions được sản xuất để kỷ niệm 10 năm Ultraman Zero. Với nhân vật chính là Riku Asakura, anh hướng người xem đến các clip tổng hợp có sự xuất hiện của Zero trên khắp các phương tiện truyền thông trong quá khứ, bên cạnh những khai thác của anh trong Ultraman Geed. Chương trình được công chiếu vào ngày 11 tháng 1 năm 2020 trên mạng truyền hình Nhật Bản TV Tokyo vào 9:00 sáng.

## Tập phim
1. Learn the Histroy!! (学ぶぜ! 歴史!! Manabu ze! Rekishi!!?)
2. Spot the Imposter!! (見切るぜ! 偽物!! Mikiru ze! Nisemono!!?)
3. Conquer the Battle!! (制すぜ! 決闘!! Seisu ze! Kettō!!?)
4. Want for the Earth!! (望むぜ! 地球!! Nozomu ze! Chikyū!!?)
5. Live for Humanity!! (生きるぜ! 人類!! Ikiru ze! Jinrui!!?)
6. Protect Tomorrow!! (守るぜ! 明日!! Mamoru ze! Ashita!!?)
7. Overcome the Adversity!! (気張るぜ! 逆境!! Kibaru ze! Gyakkyō!!?)
8. Continue for the Future!! (続くぜ! 未来!! Tsuzuku ze! Mirai!!?)
9. Overflow for the Trial!! (滾るぜ! 試練!! Tagiru ze! Shiren!!?)
10. Circulate the Shine!! (巡るぜ! 輝き!! Meguru ze! Kagayaki!!?)
11. The Rule of the Machine Is Approaching! (機械の支配が迫りくるぜ! Kikai no Shihai ga Semarikuru ze!?)
12. The Connected Wish Blows! (つないだ願いが吹きすさぶぜ! Tsunaida Negai ga Fukisusabu ze!?)
13. Inherit the Spirit!! (受け継げ! 精神!! Uketsuge! Seishin!!?)
14. Ultraman Geed! Belial's Son!! (ウルトラマンジード! ベリアルの息子だ!! Urutoraman Jīdo! Beriaru no Musuko da!!?)
15. Understand and Become Friends! (理解しあって仲間になるぜ! Rikai Shiatte Nakama ni Naru ze!?)
16. Prepare to Become Zero (ゼロになる覚悟 Zero ni Naru Kakugo?)
17. Your Name Is Riku Asakura (君の名は朝倉リク Kimi no Na wa Asakura Riku?)
18. Finish the Mission (使命をフィニッシュ Shimei o Finisshu?)
19. Change the Destiny! (運命を変えていけ! Unmei o Kaeteike!?)
20. Don't Let Him Put the End Mark! (エンドマークを打たせるな! Endo Māku o Utaseru na!?)
21. This Is the Proof of GEED! (これがGEEDの証だ! Kore ga Jīdo no Akashi da!?)
22. Color You With Your Powers!! (キミ色に! 染め上げろ!! Kimi-iro ni! Someagero!!?)
23. Ultraman Z Pre-Premiere SP: The Young Warrior's Hot Blood History (ウルトラマンZ直前SP ~若き戦士の熱血列伝~ Urutoraman Zetto Chokuzen Supesharu Wakaki Senshi no Nekketsu Retsuden?)

## Diễn viên
- Riku Asakura (朝倉 リク Asakura Riku?): Tatsuomi Hamada (濱田 龍臣 Hamada Tatsuomi?)[1][2][3]
- Leito Igaguri (伊賀栗 レイト Igaguri Reito?, 14, 16): Yuta Ozawa (小澤 雄太 Ozawa Yūta?)
- Jugglus Juggler (ジャグラスジャグラー Jagurasu Jagurā?, 18): Takaya Aoyagi (青柳 尊哉 Aoyagi Takaya?)

### Voice actors
- Alien Pegassa "Pega" (ペガッサ星人 ペガ Pegassa Seijin Pega?), Alien Pegassa (2, 3, 5, 6): Megumi Han (潘 めぐみ Han Megumi?)
- Glenfire (グレンファイヤー Gurenfaiyā?, 1, 4, 7): Tomokazu Seki (関 智一 Seki Tomokazu?)
- Mirror Knight (ミラーナイト Mirā Naito?, 2, 3): Hikaru Midorikawa (緑川 光 Midorikawa Hikaru?)
- Jean-bot (ジャンボット Janbotto?, 5, 6): Hiroshi Kamiya (神谷 浩史 Kamiya Hiroshi?)
- Alien Groza (グローザ星系人 Gurōza Seikeijin?, 5, 6, 9-12, 14, 15, 17): Nao Nakanishi (中西 南央 Nakanishi Nao?)
- Cicadaman "Semika" (セミ人間 セミカ Semi Ningen Semika?, 5, 6, 9-12, 14, 15, 17): Sachi Kokuryu (國立 幸 Kokuryū Sachi?)
- Cicadaman "Semiya" (セミ人間 セミヤ Semi Ningen Semiya?, 5, 6, 9-12, 14, 15, 17): Daisuke Fujita (藤田 大助 Fujita Daisuke?)
- Alien Mefilas (メフィラス星人 Mefirasu Seijin?, 5, 6): Tetsuo Kishi (岸 哲生 Kishi Tetsuo?)
- Ultraman Zero (ウルトラマンゼロ Urutoraman Zero?, 8-23): Mamoru Miyano (宮野 真守 Miyano Mamoru?)

## Âm nhạc
- "Heroes"[4]
  - Lyrics: Ryota Fujimaki, Ren Shidō (紫藤 廉 Shidō Ren?)
  - Composition, Arrangement, & Artist: Ryota Fujimaki (藤巻 亮太 Fujimaki Ryōta?)
  - Episodes: 1-12, 23 (Verse 1); 13-23 (Verse 2)